# Caius Mucius Scaevola
Caius Mucius Scaevola római történelmi személyiség az i. e. 6. századból. A legenda szerint Mucius Scaevola megmentette Rómát, amikor i. e. 508-ban az etruszkok királya, Lars Porsenna megtámadta a várost.
Scaevola a legenda szerint beszökött a városát ostromgyűrűbe záró Porsena (nevezik Porsennának is) táborába, hogy a királyt ledöfve szerezzen Rómának szabadulást. A merénylet nem sikerült, mert Scaevola a király helyett az írnokot ölte meg. Mikor rajtakapták és a király elé vitték, Mucius Scaevola Porsena szeme láttára az ott álló áldozati oltár tüzébe tartotta kezét és szemrebbenés nélkül tűrte a fájdalmat, mígnem keze már égett. Közben Mucius Scaevola kijelentette, hogy háromszáz, hozzá hasonló római ifjú áll készen, hogy kioltsa Porsena életét. A  király annyira megdöbbent, hogy nemcsak a hőst engedte szabadon, de a fenyegetéstől megrettenve Róma ostromát is feladta. A bátor római jobbja csontig égett, ezért kapta a Scaevola, azaz „balkezes” melléknevet. A hőstettet egyebek között Andrea Mantegna, Jacopo Tintoretto, Peter Paul Rubens és Lebrun is megfestette.
Scaevola csodálatos fájdalomtűrésének oka a hihetetlen akaraterőn kívül más is lehetett. Ha beteges analgézisben szenvedett, akkor az érzékelés részleges vagy teljes hiánya miatt valóban rezzenéstelen arccal állhatott ott, anélkül, hogy ez igazából fájt volna. Ilyen betegség például a Brown-Sequard szindróma, a sziringomiélia vagy arteria spinális anterior szindróma.

## A Szépművészeti Múzeumban őrzött festmény[1]
A legendás jelenetet ábrázoló képet („Mucius Scaevola Porsenna előtt”) Rubens festményeként tartják számon. A Művészeti ABC Peter Paul Rubenst és Anthony van Dycket jelöli meg szerzőként, Egyes források  a szerzőség kérdését ma is vitatják.